# Dysaphis sorbiarum
Dysaphis sorbiarum är en insektsart. Dysaphis sorbiarum ingår i släktet Dysaphis och familjen långrörsbladlöss. Inga underarter finns listade i Catalogue of Life.